# Русский язык в Армении
Русский язык в Армении стал играть важную роль с начала XIX века, когда Восточная Армения (включая нынешнюю территорию республики Армения) поэтапно вошла в состав Российской империи. 
В 1815 году граф Иван Лазарев основал в Москве Лазаревский институт восточных языков, где стали совместно обучаться армяне и русские, что способствовало росту интереса к русскому языку среди армянского населения.
С 1828 по 1991 годы (за исключением периода Первой Республики, 1918—1920 годов) вся официальная переписка в Армении велась на русском языке, поскольку он был единственным административным языком в этом регионе. При этом, в начале XX века только 3-4 % армян могли писать или говорить по-русски. Пика своего развития в Армении русский язык достиг в советский период, с 1930-х годов до распада СССР обучение на нём было обязательным во всех учебных заведениях Армянской ССР.
В XXI русский язык остаётся самым популярным иностранным языком в Армении, несмотря на то, что уровень владения им у населения снизился после обретения Арменией независимости в 1991 году. По данным МИД России, около 70 % населения Армении в 2010 году могло изъясняться на русском языке. Согласно опросу 2012 года, 94 % армян владеют русским языком хотя бы на базовом уровне: 24 % — на высоком уровне, 59 % — на среднем уровне, и у 11 % начальный уровень владения.

## История

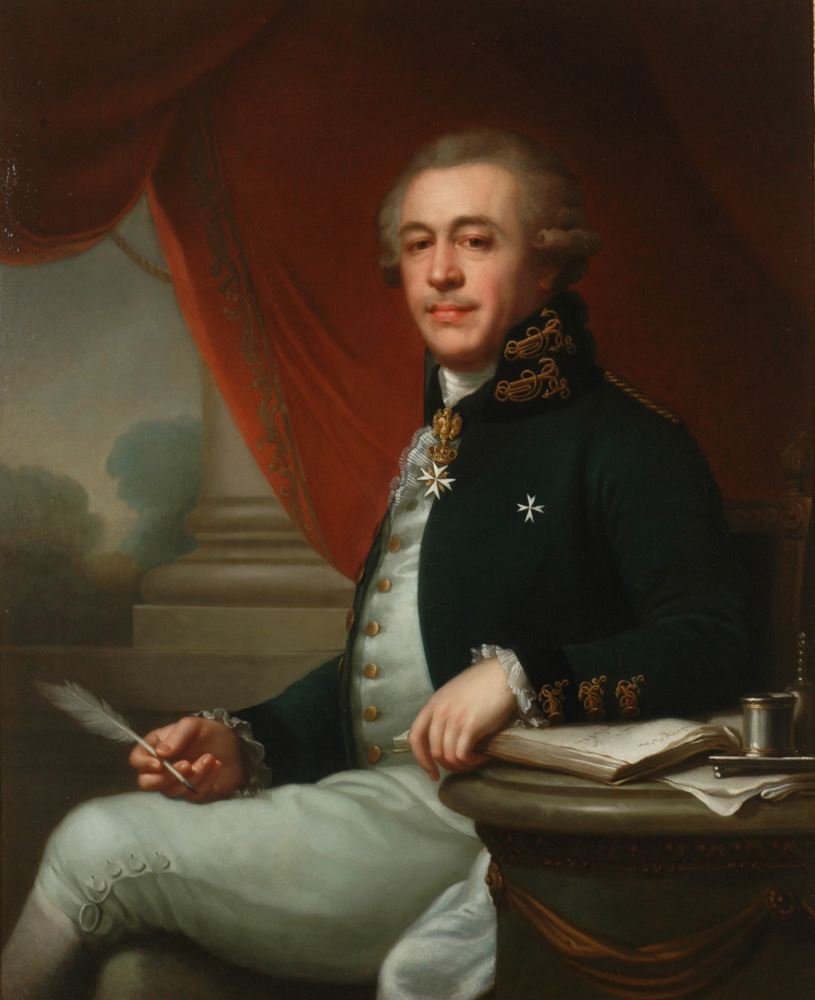
Граф Иван Лазаревич Лазарев (Ованес Алазарович Лазарян), основатель Лазаревского института (1815)

В XVII веке из-за сильных притеснений со стороны турецких и персидских завоевателей, армяне были вынуждены переселяться в Москву и некоторые другие российские города. Во второй половине XVII века это явление стало приобретать массовый характер и повлияло на сближение исторической Армении с Россией, на развитие связей между народами. В Россию переезжали армянские купцы, духовенство, ремесленники и первые мануфактуристы. Среди переселившихся были Лазарь Назарович Лазарев (Агазар Лазарян) и четверо его сыновей. Армянские круги понимали как важно распространять образование среди армянской молодежи. Поэтому в своем завещании Иван Лазаревич Лазарев, сын Лазаря Назаровича, умерший 24 октября 1801 года, предписал своему брату, Екиму Лазаревичу, внести в Московский опекунский совет 200 тысяч рублей ассигнациями, чтобы на проценты от этой суммы выстроить здание, где бы могли обучаться и воспитываться бедные дети из армянских семей.
Так, в 1815 году появился Лазаревский институт, в который принимались дети в возрасте 10-14 лет. Поступающие должны были обладать начальными познаниями в основах Закона Божия, чтения, арифметики и письма. В институт принимали по 30-40 воспитанников армянского вероисповедания. Учиться в этом институте могли представители и других национальностей. Воспитанники института, находившиеся на иждивении его учредителей, должны были после окончания учёбы отработать в армянских школах России, хотя это правило не всегда соблюдалось. Выпускники Лазаревского института работали в армянских школах Тифлиса, Астрахани, Нор-Нахичевани.
После подписания Туркманчайского мирного договора, завершившего Русско-персидскую войну в 1828 году, и окончательного присоединения Восточной Армении к Российской империи, началось активное приобщение армян к русскому языку и русской культуре.
Пика своего развития в Армении русский язык достиг в советский период. С 1930-х годов его преподавание в Армении стало обязательным от начальной школы до высших учебных заведений. В 1938 году на филологическом факультете Ереванского государственного университета открылось отделение русского языка и литературы, на базе которого в 1976 году был создан факультет русского языка и литературы. Значительный вклад в распространение русского языка в Армении внесли авторы учебной и методической литературы — основатель первой кафедры русского языка в Ереванском государственном университете Рафаэл Мелкумян, профессор Арарат Гарибян и заслуженный учитель Мария Каракешишян.
В 1937 году в Ереване был открыт русскоязычный Русский драматический театр.

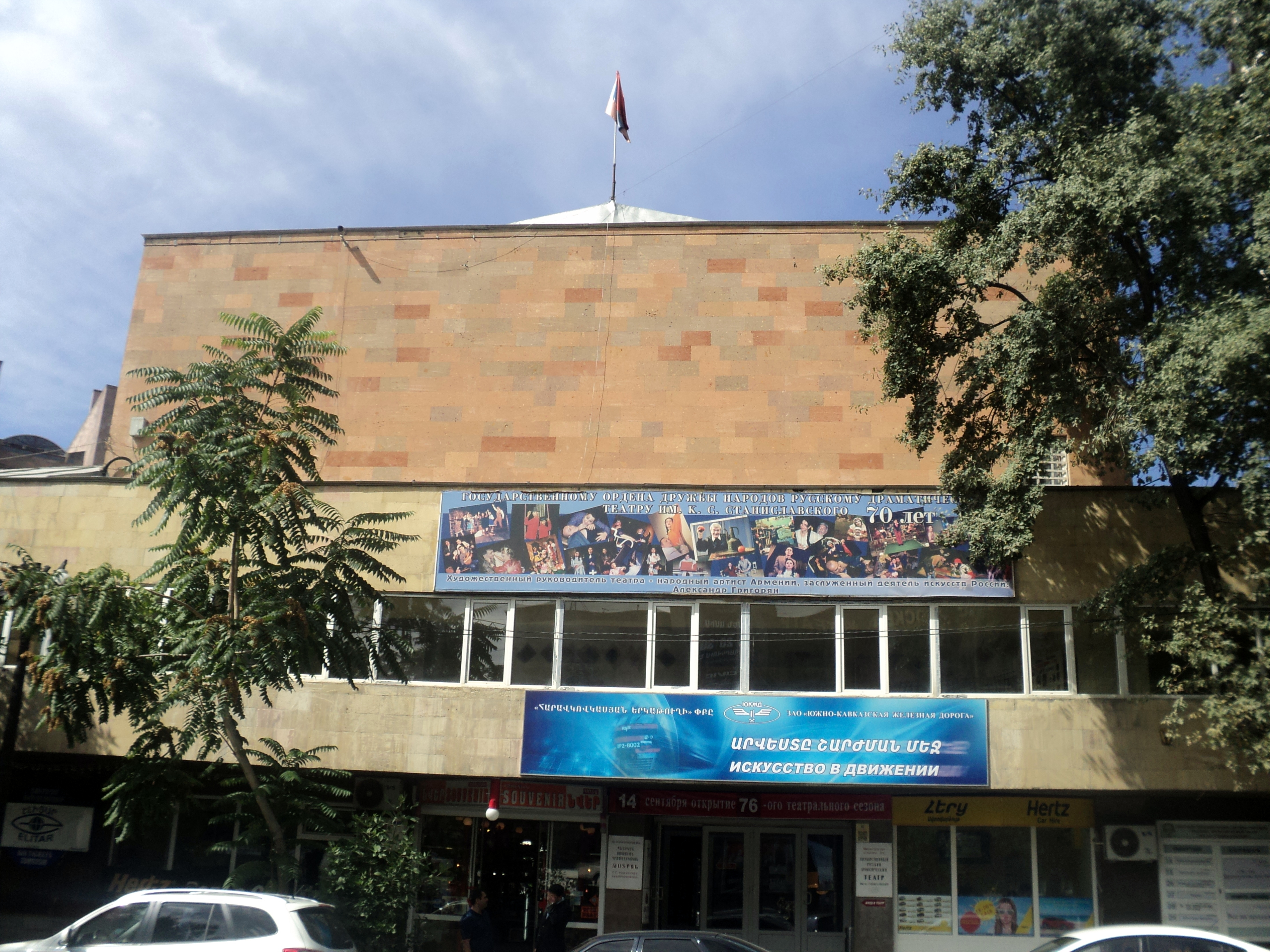
Ереванский русский драматический театр имени Константина Станиславского, 2013

К 1988 году около 100 000 учащихся посещали русскоязычные школы в Армении. Русский язык выполнял роль лингва франка и был основным языком научных исследований, хотя официальным языком в республике был армянский. Во времена СССР в Армении выходило около 30 разных журналов на русском языке, их тираж в среднем составлял 3,2 тысячи экземпляров, и 11 газет на русском языке, средний тираж которых насчитывал 12 тысяч экземпляров.
Ситуация кардинально изменилась после обретения Арменией независимости в 1991 году. Поначалу, русский язык продолжал довольно широко использоваться в делопроизводстве, работали русские школы и ПТУ, русскоязычные факультеты. Но с принятием в 1993 году закона «О языке», русский язык стал иностранным, система образования и делопроизводство были переведены на армянский. Обучение почти во всех учебных заведениях теперь велось на армянском языке, даже на факультетах русистики. Многие квалифицированные русскоязычные специалисты уехали в Россию. Общее число русскоязычных студентов также значительно сократилось.
Согласно переписи 2001 года, русский являлся родным языком для 29 563 человек, из которых 14 728 были этническими армянами. Многие беженцы из Баку и других городов Азербайджана говорят только по-русски. Согласно опросу, 73 % респондентов в 2006 году и 75 % в 2007 году заявили, что знание русского языка очень важно для их детей.
За 20 лет после распада СССР число жителей Армении, которые бы свободно владели русским языком, уменьшилось в 1,6 раза. По данным Всесоюзной переписи населения 1989 года и переписи населения в Армении в 2001 и 2011 годах, если в 1989 году в Армении 66,7 тысяч человек владели русским языком как родным, то в 2001 году их было уже 19 тысяч, а в 2011 году — 10 тысяч человек. В 1989 году русский язык назвали своим вторым языком около 1,4 миллиона человек, в 2001 году около 1,1 миллиона человек, в 2011 году — около 900 тысяч человек. Не владели им или владели плохо: в 1989 году — 1,8 миллиона человек, в 2001 году — 2 миллиона человек, в 2011 году — 2,7 миллиона человек.

## Современность
По состоянию на 2010 год в Армении оставалось 36 школ, в которых были классы с преподаванием на русском языке. Из них 16 школ были расположены в Ереване. В этих классах могли обучаться только дети из этнически русских семей или дети от смешанных браков. Учебную литературу для этих школ предоставляло правительство Москвы. Часть предметов в этих же классах преподавали на армянском языке. По некоторым данным, общая численность учащихся в русскоязычных классах составляла 1450 человек.

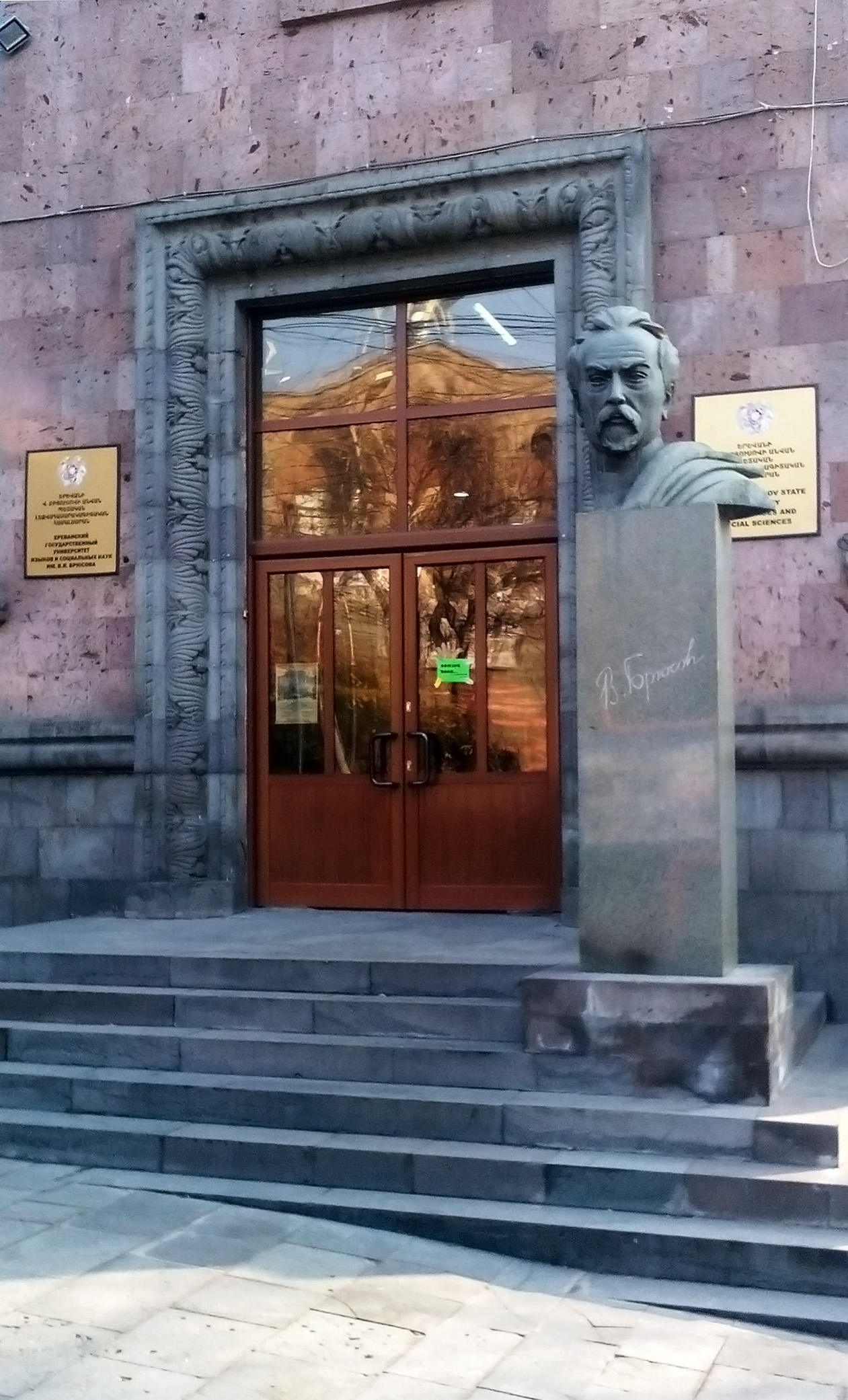
Вход в Ереванский государственный университет языков и социальных наук, памятник В. Я. Брюсову, 2015

Преподавание на русском языке ведётся в Славянской гимназии для детей военнослужащих и в Базовом лицее Ереванского государственного университета языков и социальных наук им. В. Я. Брюсова. В 2009 году состоялось открытие частной школы с обучением на русском языке «Усмунк», при Российско-Армянском (Славянском) университете. Сперва в ней действовали только начальные классы, но в 2012—2013 учебных годах планировалось, что это учебное заведение станет полноценной средней школой.
В 2011—2012 учебном году число обучавшихся на русском языке, с учетом частичного преподавания предметов на армянском, составило 4,6 тысяч человек. В начальных классах для изучения русского языка, как родного, а также как учебного предмета, и русской литературы используются учебники, разработанные в Армении, которые издаются раз в 4 года на средства Всемирного банка. Для начальных классов используют учебник Л. А. Байбатряна, для средних классов — Н. К. Аракелян, для старших классов — Р. А. Тер-Аракелян.
Существуют школы с углубленным изучением русского языка. По состоянию на 2012 год, их около 70, и половина из них расположена в Ереване. 370 тысяч армянских школьников изучали русский язык как иностранный.
Высшее образование на русском языке можно получить в Ереванском государственном лингвистическом университете им. В. Я. Брюсова, Ереванском государственном университете, Армянском педагогическом университете им. Хачатура Абовяна. Образование на русском языке получают в этих университетах 2000 человек.
В 2010 году в Республике Армения появилась Ассоциация учителей русского языка и литературы общеобразовательных школ Армении, в состав которой вошли около 2500 человек.
Получить образование на русском языке можно в учебных подразделениях российских вузов: филиалах Московского университета экономики, статистики и информатики, Московского нового юридического института, Санкт-Петербургского института внешнеэкономических связей, экономики и права, Армянского института туризма, ереванского отделения Современной гуманитарной академии.
Согласно переписи 2011 года, русский язык являлся первым языком для 23 484 человек или 0,8 % граждан Армении, из которых 11 859 — армяне и 10 472 — русские. Кроме того, 52,7 % граждан Армении, или 1 591 246 человек, считали русский своим вторым языком.
По состоянию на 2012 год, русскоязычная пресса была представлена восемью изданиями: «Новое время», «Голос Армении», «Республика Армения», «Собеседник Армении», «Третья сила+», «Деловое экспресс», «Русский язык в Армении» и «Базис». Газеты выходят 2-3 раза в неделю незначительным тиражом, в среднем он составляет 3000 экземпляров.
В Республике Армении транслируются программы российских телеканалов «Культура», «ОРТ», «РТР-Планета». Транслируются также и программы межгосударственной телерадиокомпании «Мир». В программе национального радио и телевидения есть ежедневные краткие новости на русском языке на армянских телеканалах. Каждый понедельник выходит получасовая программа «Армения — наш дом». Иногда демонстрируются художественные и научно-популярные фильмы на русском языке.

### Нагорный Карабах
В сентябре 2008 года в Степанакерте (Ханкенди) — городе в Нагорном Карабахе — открылась школа с преподаванием на русском языке, в которой учатся более 30 учеников.
Единственное учебное заведение в непризнанной Нагорно-Карабахской республике, в котором можно получить профессиональное образование на русском языке — представительство ереванского филиала Российско-Армянского Современного Гуманитарного Института (РАСГИ) в Степанакерте. Численность студентов — свыше 100 человек.

### Организации и проекты поддержки русского языка
Россотрудничество и Фонд «Русский мир» занимаются реализацией программ поддержки русского языка в Армении. При Российском центре науки и культуры (РЦНК, представительство Россотрудничества) действует Российский учебно-методический центр русского языка, который занимается организацией и проведением курсов по 14 программам, рассчитанным на разные возрастные группы. Число учащихся на разных курсах за год составляет примерно 12 тысяч человек.
В 2011—2015 годах в Армении действовала федеральная целевая программа «Русский язык». Суть программы состояла в том, что каждый год школам, в которых есть русскоязычные классы, передавались на безвозмездной основе учебники, пособия и хрестоматия по русскому языку и литературе.
В 2013 году стартовал проект Союза молодежи стран СНГ, который состоял в открытии бесплатных центров обучения русскому языку. Первой республикой, открывшей эти курсы, стала Армения. Проект носил название «Центр бесплатного обучения русскому языку», руководила им Луиза Гумроян.